# Ante Gotovina

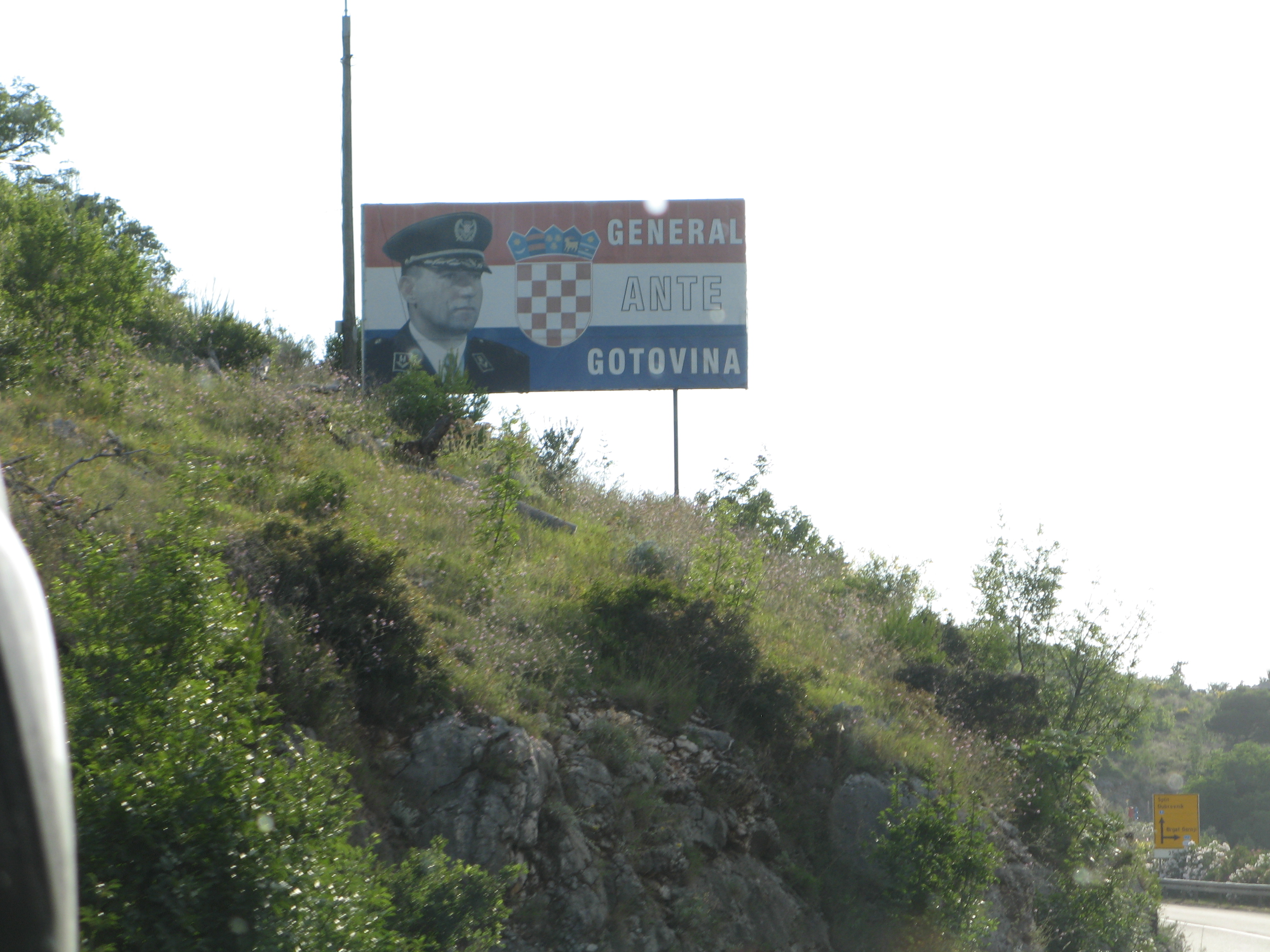
Hirdetőtábla Gotovina arcképével Dubrovnik közelében

Ante Gotovina (Tkon, 1955. október 22. –) a horvát hadsereg nyugalmazott vezérezredese (general pukovnik), a horvátországi háború hőse. A háborús bűncselekmények miatt indított eljárásban hágai Nemzetközi Törvényszék 2012. november 16-án felmentette a vádak alól.

## Élete
Tizenhat éves korában tengerésznek állt, majd 1973-ban, 18. életéve betöltése előtt csatlakozott a Francia Idegenlégióhoz, ahol öt évig szolgált Andrija Grabovac néven. 1979-ben megkapta a francia állampolgárságot. Az 1980-as években francia biztonsági cégeknél dolgozott, és ő felelt Jean-Marie Le Pen francia szélsőjobboldali politikus személyes biztonságáért.
1991-ben tért haza Horvátországba, és csatlakozott a Horvát Nemzeti Gárdához, amelyből később a Horvát Hadsereg létrejött. Harci tapasztalatainak köszönhetően eredményes parancsnoknak bizonyult. Szlavóniában harcolt, majd 1992-ben ezredessé léptették elő. 1994-ben vezérőrnaggyá léptették elő és a spliti katonai körzet parancsnoka lett, és sok fontos csatában vett részt, amely a Szerb Krajinai Köztársaság felszámolásához, és fővárosának, Kninnek az elfoglalásához vezetett. Ezután a boszniai horvát erők élére került, ahol sikeresen legyőzte a szerb csapatokat, és csupán Banja Lukától huszonhárom kilométerre állt meg, amerikai nyomásra.
A Hágai Nemzetközi Törvényszék 2001-ben vád alá helyezte háborús bűncselekmények vádjával, a krajinai szerbek 1995-ös elűzésével kapcsolatban. Négyéves bujkálás után, 2005. december 7-én elfogták a Kanári-szigeteken. 2011. április 15-én nyolc vádpontból hétben bűnösnek találták, és 24 éves börtönbüntetésre ítélték. Az ítélet számos tiltakozást vont maga után nemcsak Horvátországban, hanem Magyarországon is. Magyarországon a parlamenti pártok közül csupán a Jobbik  tiltakozott.
Fellebbviteli tárgyalása a hágai Nemzetközi Törvényszék előtt 2012. május 14-én vette kezdetét, amit horvát szimpátiatüntetések kísértek. A törvényszék 2012. november 16-án felmentette Gotovinát az emberiesség elleni bűntettek elkövetésének vádja alól. A nyugalmazott tábornok Mladen Markač társaságában tért vissza Horvátországba, ahol több tízezres ünneplő tömeg fogadta őket. A felmentéssel kapcsolatban Szerbia nemtetszésének adott hangot, miszerint ez úgy hat, hogy a Hágai Nemzetközi Törvényszék csak a szerbeket és Szerbiát ítéli el, kizárólagos háborús bűnösöknek őket tartja.

## Fordítás
- Ez a szócikk részben vagy egészben  az   Ante Gotovina című angol Wikipédia-szócikk ezen változatának fordításán alapul.  Az eredeti cikk szerkesztőit annak laptörténete sorolja fel. Ez a jelzés csupán a megfogalmazás eredetét és a szerzői jogokat jelzi, nem szolgál a cikkben szereplő információk forrásmegjelöléseként.